# خاویر ارترو
خاویر ارترو (انگلیسی: Javier Artero؛ زادهٔ ۱۶ آوریل ۱۹۷۵) بازیکن فوتبال اهل اسپانیا است.
از باشگاه‌هایی که در آن بازی کرده‌است می‌توان به باشگاه فوتبال رئال مادرید سی، باشگاه ورزشی سن لورنسو آلماگرو، باشگاه فوتبال لگانس، باشگاه فوتبال مالاگا، و باشگاه فوتبال داندی اشاره کرد.